# Les Aventures d'un héros
Pour plus de détails, voir Fiche technique et Distribution.
Les Aventures d'un héros (titre original : مغامرات بطل, Mughamarat batal) est un long métrage algérien réalisé en 1978 par Merzak Allouache, avec Mustapha Djadjam, Mustapha El Anka, Hadj Smaine et Abou Djamel.

## Synopsis
Un père de famille pauvre vivant dans le Sahara algérien, trompe sa tribu en mettant le signe du « héros attendu » sur son nouveau-né.
La tribu tout entière célèbre l'enfant élu et le prend en charge. Avec l'arrivée d'un éminent professeur censé lui enseigner les valeurs de la vie, les aventures de ce vrai faux héros débutent.

## Fiche technique
- Réalisation : Merzak Allouache
- Image : Smail Lakhdar Hamina
- Son : Nadir Bahfir
- Montage : Rachid Benallal
- Musique : Ahmed Malek
- Année de production : 1978
- Année de sortie : 1981

## Distribution
- Mustapha Djadjam
- Mustapha El Anka
- Hadj Smaine
- Abou Djamel